# Alectoria superba
Alectoria superba är en insektsart som beskrevs av Brunner von Wattenwyl 1879. Alectoria superba ingår i släktet Alectoria och familjen vårtbitare. Inga underarter finns listade i Catalogue of Life.